# Bouillancourt-en-Séry
Bouillancourt-en-Séry – miejscowość i gmina we Francji, w regionie Hauts-de-France, w departamencie Somma.
Według danych na rok 2011 gminę zamieszkiwały 563 osoby, a gęstość zaludnienia wynosiła 35 osób/km².